# This Time Next Year (Fernsehsendung)
This Time Next Year (englisch für Heute in einem Jahr) ist eine Reality-TV-Show des Senders ITV, die am 2. November 2016 im britischen Fernsehen erstausgestrahlt wurde. Der deutsche Ableger wurde erstmals am 11. September 2017 auf RTL ausgestrahlt. In Deutschland wurde die Sendung moderiert von Jan Hahn, die britische Show moderiert Davina McCall.

## Konzept
In der Sendung stellen verschiedene Kandidaten ein persönliches Vorhaben vor, das sie innerhalb eines Jahres umsetzen wollen. Anschließend verlassen sie das Studio durch die „This Time“-Tür, um ein Jahr später durch die „Next Year“-Tür zurückzukehren – für die Zuschauer vergeht derweil nur ein kurzer Moment. Anschließend erzählen die Kandidaten, wie sie ihr ganz persönliches Ziel erreicht haben.

## Hintergrund
Im Mai 2016 wurde berichtet, dass sich RTL die Rechte für eine deutsche Adaption gesichert hat, nachdem die Sendung als eines der Highlights der Fernsehmesse MIPTV 2016 in Cannes gehandelt wurde. Die Produktion obliegt ITV Studios Germany, dem deutschen Ableger von ITV. Produziert wurden vier einstündige Sendungen für die Primetime.
Neben Deutschland wurde das Sendeformat auch nach Australien (Network Nine), Dänemark (TV2),
Spanien (Atresmedia) und Belgien (VRT) verkauft.